# Villanova Truschedu
Villanova Truschedu település Olaszországban, Szardínia régióban, Oristano megyében. Lakosainak száma 285 fő (2023. január 1.). Villanova Truschedu Fordongianus, Zerfaliu, Ollastra és Paulilatino községekkel határos.

## Népesség
A település lakossága az elmúlt években az alábbi módon változott:
| Lakosok száma | 305  | 301  | 285  |
|               | 2017 | 2018 | 2023 |